# Millettia stipellatissima
Millettia stipellatissima är en ärtväxtart som beskrevs av Lucien Leon Hauman. Millettia stipellatissima ingår i släktet Millettia och familjen ärtväxter. Inga underarter finns listade i Catalogue of Life.